# سیرا مادره باختری
سیرا مادره باختری (به اسپانیایی: Sierra Madre Occidental)، که در محل به عنوان سیرا تاراهومارا نیز شناخته می‌شود، رشته کوهی در مکزیک است. این رشته کوه از ایالت آریزونا ایالات متحده آغاز شده و در مکزیک در ایالت‌های سونورا، چی‌واوا، دورانگو، سینالوآ، ساکاتکاس، آگوئاسکالینتس و نایاریت تا خالیسکو امتداد دارد.
بلندترین نقطه سیرا مادره باختری احتمالاً «سرو موهینورا» در مرز دورانگو و سینالوآ است. ارتفاع این کوه از ۳۲۵۰ تا ۳۳۰۰ متر تخمین زده می‌شود و در نزدیکی آن کوه‌هایی با ارتفاع مشابه وجود دارد. این رشته کوه به خاطر جنگل‌های کاج غرب سیرا مادره و که به دلیل غنای گونه‌های بومی و تنوع زیستی آن، و تنگه مس، بزرگترین مجموعه ژرف‌دره‌ای در جهان، مشهور است.
این کوه‌ها زیستگاه چندین قبیله از سرخپوستان هستند که به زبان‌های یوتو-آزتک صحبت می‌کنند، از جمله هویچول، سری، کورا و یاکی، اما به ویژه تاراهومارا که به‌طور خاص به سبک زندگی سنتی خود پایبند مانده‌اند.